# I fratelli Dinamite
Pour plus de détails, voir Fiche technique et Distribution.
I fratelli Dinamite est un film d'animation italien réalisé par Nino et Tony Pagot, sorti en 1949.

## Synopsis
Din, Dan et Don, trois garnements irrévérencieux surnommés « les frères Dynamite », accumulent les sottises.

## Fiche technique
- Titre : I fratelli Dinamite
- Réalisation : Nino et Tony Pagot
- Scénario : Nino et Tony Pagot
- Production : Nino et Tony Pagot
- Société de production : Pagot Film
- Musique : Giuseppe Piazzi
- Photographie : Franz Birtzer, Tony Pagot, Marco Visconti
- Direction des animations : Fernando Palermo, Toni Pagot
- Narrateur : Aldo Silvani
- Pays d'origine : Italie
- Format : Couleurs - 1,37:1 - Mono - 35mm
- Genre : Film d'animation
- Date de sortie : 1949

## Commentaires
Avec La Rose de Bagdad, sorti la même année, ce sont les tout  premiers longs métrages d'animation réalisés en Italie. « Délicieusement anarchique » selon le critique italien Enrico Azzano, riche en trouvailles graphiques, alternant les scènes d'épouvante et les épisodes truffés de gags, également présenté au festival de Venise en 1949, le film I Fratelli Dinamite n'a pas vraiment trouvé son public et la maison de production Pagot Film a connu des difficultés. Elle ne renouera avec le succès qu'en 1963 avec Calimero, un petit poussin noir d'abord créé pour le spot publicitaire d'une lessive. 
Le jeune Amleto Dalla Costa, avec près de 200 autres dessinateurs, participe à la réalisation de ce film. 
À noter que Hayao Miyazaki a rendu hommage aux deux cinéastes en appelant le héros de son film Porco Rosso Marco Pagot (d'après le nom du neveu de Nino).